# Синагога на Елдрідж-стріт
Синагога на Елдрідж-стріт (англ. Eldridge Street Synagogue) — ортодоксальна єврейська синагога, розташована на Елдрідж-стріт, 12 у Чайна-тауні, у Нижньому Іст-Сайді Мангеттена, у Нью-Йорку, у Сполучених Штатах. Побудована в 1887 році Національна історична пам'ятка є однією з перших синагог, зведених у Сполучених Штатах євреями Східної Європи.
Православна громада, яка побудувала синагогу, у 1950-х роках переїхала в Бейт-мідраш на нижньому поверсі, і головне святилище не використовувалося до 1980-х років, коли його відреставрували, щоб перетворити на музей на Елдрідж-стріт.

## Історія
Синагога на Елдрідж-стріт — одна з перших синагог, зведених у Сполучених Штатах східноєвропейськими євреями (ашкеназами). Одним із засновників був рабин Еліягу Блаженний (Борок), колишній головний рабин Санкт-Петербурга, Росія. Відкрита у 1887 році на Елдрідж-стріт, 12 у Нижньому Іст-Сайді Нью-Йорка, обслуговуючи Конгрегацію Кахал Адат Джешурун. Будівлю спроектували архітектори Пітер і Френсіс Вільям Гертер. Згодом брати отримали багато замовлень у Нижньому Іст-Сайді та включили елементи з синагоги, такі як зірки Давида, у свої будівлі, переважно багатоквартирні. Після завершення будівництва синагога була опублікована в місцевій пресі. Письменники захоплювалися величною будівлею мавританського Відродження з її 70-футовим куполом і склепінчастою стелею, чудовими вітражами-розетками, вишуканими латунними світильниками та ручними трафаретними стінами.